# Гримячкі
Гримячкі (пол. Grymiaczki) — село в Польщі, у гміні Суховоля Сокульського повіту Підляського воєводства.
Населення — 60 осіб (2011).
У 1975-1998 роках село належало до Білостоцького воєводства.

## Демографія
Демографічна структура станом на 31 березня 2011 року:
|          | Загалом | Допрацездатний вік | Працездатний вік | Постпрацездатний вік |
| -------- | ------- | ------------------ | ---------------- | -------------------- |
| Чоловіки | 34      | 5                  | 24               | 5                    |
| Жінки    | 26      | 1                  | 13               | 12                   |
| Разом    | 60      | 6                  | 37               | 17                   |